# Moderni časi
Moderni časi (angleško Modern Times) je ameriški romantično komični film, za katerega je Charlie Chaplin napisal scenarij, ga produciral, režiral in v njem odigral glavno vlogo. V njem se trudi njegov lik Potepuha preživeti v modernem in industrializiranem svetu. Film je komentar obupnih zaposlitvenih in denarnih pogojev, ki jih je bila deležna množica ljudi v času velike gospodarske krize, kar je po Chaplinovem mnenju povzročila učinkovitost moderne industrializacije. Poleg njega v glavnih vlogah nastopajo Paulette Goddard, Henry Bergman, Stanley Sandford in Chester Conklin.
Leta 1989 ga je ameriška Kongresna knjižnica izbrala za ohranitev v okviru Narodnega filmskega registra zaradi njegove »kulturne, zgodovinske ali estetske vrednosti«. Leta 2003 je bil prikazan v netekmovalnem programu filmskega festivala v Cannesu.

## Zgodba
Film prikazuje Chaplinovega Potepuha kot tovarniškega delavca na tekočem traku. Tam je podvržen raznovrstnim ponižanjem, ko da ga posrka moderni stroj in mora privijati vijake na dele strojev vse hitreje zaradi pospešujočega tekočega traku. Na koncu doživi živčni zlom in znori, kar v tovarni povzroči kaos. Pošljejo ga v bolnišnico. Po okrevanju, zdaj nezaposlenega tovarniškega delavca, zamenjajo s pobudnikom komunističnih protestov. V zaporu po nesreči zaužije pretihotapljen kokain, ko ga zamenja za sol. V sledečem deliriju pobegne iz zapora. Ko se vrne, naleti na poskus pobega ostalih in jih z udarci spravi v nezavest. Razglašen je za junaka in izpuščen.
Zunaj zaprosi za novo službo, toda povzroči nesrečo. Zaleti se v osirotelo gaminsko dekle (Paulette Goddard), ki beži pred policijo zaradi tatvine hlebca kruha. Da bi jo rešil, pove policistom, da je sam tat in da bi ga morali aretirati. Toda priča razkrije njegovo prevaro in izpustijo ga. Da bi ga spet aretirali, poje ogromno količino hrane v menzi in ne plača. V policijski marici spet sreča dekle, toda vozilo doživi nesrečo, in ona ga prepriča, da skupaj pobegneta. Sanjajoč o boljšem življenju se zaposli kot nočni čuvaj v veleblagovnici, pretihotapi dekle v trgovino in celo pusti tatovom, da vzamejo nekaj hrane. Naslednjega jutra se prebodi v kupu oblačil in ponovno ga aretirajo.
Deset dni za tem ga dekle odpelje v njun nov dom, zapuščeno barako, za katero reče, da »ni Buckinghamska palača«, ampak bo zadoščala. Potepuh sledečega jutra prebere v časopisu o ponovnem odprtju stare tovarne in se zaposli tam. Šefa zaplete v enega od strojev, toda uspe mu ga rešiti. Ostali delavci začnejo stavko, ob tem sam po nesreči zaluča opeko v policista in ponovno ga aretirajo. Dva tedna za tem, ko je izpuščen, izve, da je dekle zdaj plesalka v kavarni. Poskuša mu priskrbeti službo kot pevcu in natakarju. V novi vlogi se ne znajde najbolje, saj ne loči med vhodnimi in izhodnimi vrati kuhinje ter ne uspe prinesti pečene race čez plesišče. Ob svoji točki izgubi manšeto z besedilom pesmi, toda reši nastop z improvizacijo in mešanico besedne igre, besed v ali sestavljenih iz različnih jezikov in navidezno strukturo besedila ob pantomimskem nastopu. Negova točka se izkaže za uspešnico. Ko policisti želijo aretirati dekle zaradi pobega iz marice, ponovno skupaj pobegneta. Ona obupuje, da se nima smisla truditi, toda Potepuh jo pomiri, da bosta že nekako. V zaključnem prizoru ob zori odkorakata po cesti proti negotovi, a upanja polni prihodnosti.

## Produkcija
Chaplin je dobil navdih za film med evropsko turnejo za promocijo Luči velemesta, tako iz klavrnih razmer v Evropi ob veliki gospodarski krizi, kot tudi ob pogovoru z Mahatmo Gandhijem, ki se mu bil potožil o »strojih z enim samim namenom dobička«.
Priprave so se začele leta 1934 za prvi Chaplinov zvočni film in so se nadaljevale s pisanjem dialogov in preizkušanjem nekaterih prizorov. Toda že kmalu opustil misel na govorjeni dialog in se vrnil na nemi film s sinhroniziranimi zvočnimi učinki. Poskusi z dialogi so potrdili njegovo dolgotrajno prepričanje, da bi bila splošna privlačnost njegovega Potepuha izgubljena, če bi ta kadarkoli spregovoril na filmskem platnu. Večina filma je posnetega v hitrosti za neme filme, 18 sličic na sekundo, kar ob predvajanju v hitrosti za zvočne filme 24 sličic na sekundo naredi burleskne prizore še bolj hektične. Sodobne izdaje filma to popravljajo. Za tisti čas je snemanje potekalo dolgo, med 11. oktobrom 1934 in 30. avgustom 1935.
Prikaz zaužitja drog v prizoru v zaporu je bil za tisti čas drzen, saj je bil od leta 1930 prepovedan prikaz uporabe drog v filmih. Chaplin je bil uporabil prizor s podobno tematiko že v enem svojih najbolj znanih kratkih filmov, Dobra soseska iz leta 1917.

## Glasba
Po zapisih v uradnih dokumentih je glasbeno podlago napisal Chaplin sam, aranžma pa posnel z Alfredom Newmanom. Romantična melodija je kasneje dobila besedilo in postala pop uspešnica »Smile«, ki jo je prvotno posnel Nat King Cole, kasneje pa so jo peli tudi Sammy Davis Jr., Dean Martin, Tony Bennett, Trini Lopez, Eric Clapton, Barbra Streisand, Diana Ross, Michael Bublé, Petula Clark, Liberace, Judy Garland, Madeleine Peyroux, Plácido Domingo in Dionne Warwick, Michael Jackson in Robert Downey, Jr. (tudi kot del filmske glasbe za film Chaplin).
V filmu je prvič mogoče slišali Chaplinov oziroma Potepuhov glas, ko odpoje humorno pesem »Je cherche après Titine« Léoja Daniderffa. Chaplinova različica je znana tudi pod imenom »The Nonsense Song«, saj jo njegov Potepuh odpoje v žlobodranščini. Besedilo je nesmiselno, toda vsebuje tudi francoske in italijanske besede; uporaba namenoma delno razumljivega jezika spominja na govore Adenoida Hynkla v Velikem diktatorju.
Skladatelj filmske glasbe David Raksin je zapisal glasbo za film kot mladenič, ki se je želel uveljaviti. Chaplin je sedel, pogosto v toaleti, si mrmral melodije in dejal Raskinu dejal, naj jih zapiše. Raksinovo delo je bilo, da spremeni mrmranje v glasbeno podlago in nastavi predvajani čas in sinhronizacije tako, da ustrezajo situacijam filma. Chaplin je bil violinist in je imel nekaj glasbenega znanja, toda ni bil orkestrant in ni poznal sinhronizacije. Kasneje je Raksin napisal glasbo tudi za znana filma Laura in The Day After.

## Sprejem
Moderni časi veljajo za enega največjih Chaplinovih dosežkov in enega najbolj priljubljenih filmov. Francoski filozofi Jean-Paul Sartre, Simone de Beauvoir in Maurice Merlau-Ponty so po njem poimenovali svojo revijo Les Temps modernes.
Znamenit prizor Potepuhovega mrzličnega dela, da je dohajal tekoči trak, je bil navdih za nekatere kasnejše komične prizore, tudi Disneyjev Der Fuehrer's Face (ko Jaka Racman izmenjujoče sestavlja topovske granate in salutira portretu Adolfa Hitlerja) in epizodo serije I Love Lucy z naslovom »Job Switching« (ko (Lucy in Ethel poskušata slediti vse večji količini čokoladic, na koncu jih bašeta v usta, klobuk in bluzo). Začetek fantazijskega prizora v filmu, v katerem se Potepuh spotakne preko pručke, ko z dekletom vstopita v svoj sanjski dom, je navdihnil podoben prizor v The Dick Van Dyke Showu.
To je bil Chaplinov prvi film s prevladujočimi političnimi temami in njegov negativni prikaz industrijske družbe je v določenih krogih povzročil polemike po premieri. Vsebuje nekaj vidnih podobnosti s francoskim filmom À nous la liberté Renéja Claira iz leta 1931, tudi prizor s tekočim trakom. Nemška filmska družba Tobis Film je po začetku predvajanja filma neuspešno tožila Chaplina. Po koncu druge svetovne vojne so ga ponovno tožili (verjetno kot maščevanje za protinacistični film Veliki diktator). Tokrat so se s Chaplinom pogodili v izvensodni poravnavi. Clair, ki je bil velik Chaplinov oboževalec in je bil navdušen nad tem, da ga je posnemal, je bil globoko osramočen zaradi tožbe in v njej ni sodeloval.
Film je bil deležen tudi očitkov, da gre skoraj popolnoma nemi film, čeprav je filmska industrija že zdavnaj sprejela zvočne filme. Dobro je znano, da se je Chaplin bal uničenja skrivnostnosti in romantičnosti lika Potepuha, če bi bil ta spregovoril, bal se je tudi, da bi to odtujilo gledalce v ne-angleško govorečih državah. Njegovi kasnejši filmi so bili vseeno pravi zvočni filmi, toda v njih se ne pojavlja več lik Potepuha. Ameriški filmski inštitut ga je na svoji lestvici AFI's 100 Years...100 Movies uvrstil na 81. mesto najboljših ameriških filmov vseh časov.